# Albiac (Alta Garona)
Albiac é uma comuna francesa na região administrativa de Occitânia, no departamento de Alta Garona. Estende-se por uma área de 4,71 km². Em 2010 a comuna tinha 221 habitantes (densidade: 46,9 hab./km²).